# Kampsport
Kampkunst og kampsport er danske begreber, der dækker over diverse kampdiscipliner verden over. Imidlertid er der en væsentlig forskel på henholdsvis kampkunst og kampsport, idet formål og træningsmetode er forskellige inden for kampsport og kampkunst.

## Forskelle mellem kampkunst og kampsport
Kampkunst har sit udspring i militær oprindelse, hvor kendetegnet er, at der ikke eksisterer sportslige begivenheder. Kampkunst blev anvendt til at optræne folk i krigsteknikker med henblik på krig og ikke med sport som formål. Såfremt der anvendes våben i kampkunst, er der tale om autentiske våben. Eksempler på våben er katana (det japanske sværd), nunchaku (to stykker træ der holdes sammen med kæde eller reb), naginata (hellebard - lang træstav forsynet med et skarpt blad for enden), etc.
Mange kampsportsgrene udspringer fra militæret, men praktiseres som i sportslig regi, hvor der optræder konkurrenceelementer efter et regelsæt. I de fleste kampsporter anvendes der ikke våben og hvis dette forekommer, er der typisk tale om våben, der er modificeret til sportsbrug. Eksempler på sportsvåben er iaitō (attrap for det japanske sværd, kan ikke slibes op), naginata (attrap for "militær-naginata") Recurvebuen (bue med sigte og stabilisator), fleuret (kårde med dup i spidsen), diverse sportsskydevåben, etc.
I kampkunst eksisterer der ingen konkurrencer, hvilket kan tillæges a) farligheden, uanset om disciplinen anvender våben eller ej, samt b) traditioner.
Begreberne kampkunst og kampsport benyttes ofte i flæng i tale og i litteratur uden skelen til oprindelse, historisk tidsperiode eller indhold. I fagkredse eksisterer der imidlertid en differentiering mellem kampsport og kampkunst.
En kampkunst drejer sig om selvforsvar i almindelighed samt adfærd i en reel, uregulerede konflikt. Derfor sigter alle kampkunstteknikker på at passivisere fjenden. Udover brug af våben omfatter kampkunst ofte andre aspekter, såsom forebyggelse af konflikter og selvdisciplin. Nogle kampkunstsystemer, især fra de asiatiske lande, er et komplet system af livførelse med passende religiøs eller filosofisk base. I dag er de faktiske kampteknikker undertiden trådt i baggrunden eller forstås som en "vej" til det endelige bestemmelsessted. Som tidligere nævnt er der ingen konkurrencer i kampkunst.
Ralf Pfeifer har i sin afhandling "Mechanik und Struktur der Kampfsportarten" opstillet nedenstående kriterier for kampkunst og kampsport.
| Kampkunst | Kampsport |
| --- | --- |
| Det overordnede princip: "Er eksisterer ingen regler under indlæringen, da formålet er krigsteknikker og ikke konkurrence."        | Det overordnede princip: "Der er regler under indlæringen, da formålet er konkurrence." |
| Kampen begynder og fortsætter, indtil en af fjenden er passificeret.                                                               | Konkurrencen vil blive afgjort af en tredjepart (dommer). Det er derfor vigtigt, at overbevise dommerne om deres evner i form af point eller presse konkurrenten ud i advarsler som en strategi for sejren.      |
| Fjenden er altid ret, hvis den anvendte teknik var vellykket.                                                                      | Konkurrenten kan begå begår fejl i forhold til regelment og dermed diskvalificeres på trods af en sejr. |
| Den overlegen kriger kan bestemme, hvorvidt kampen skal fortsætte indtil den totale nedkæmpning.                                   | Hvis en af konkurrenterne kommer i en overlegen position, vil konkurrencen blive afbrudt i nogle kampsportsgrene, og konkurrenterne skal genoptage konkurrence på ny eller i en tilsvarende stilling.            |
| Kampen overstås hurtigt, der gives ingen ekstra chance.                                                                            | Konkurrencen kan blive kunstigt forlænget, hver deltager får en ekstra chance. Går det skidt i starten, er der stadigvæk chance for at vinde.                                                                    |
| Hvis den besejrede kriger har overgivet sig eller blevet nedkæmpet, er der stadigvæk risiko for at blive yderligere angrebet.      | Hvis konkurrenten giver op, skal dommeren sikre afslutningen på konkurrencen, således at der ikke forekommer yderligere hændelser. Angreb efter endt konkurrence vil blive straffet af dommeren.                 |
| Træningsprogrammet er ikke regelorienteret. Der trænes i tidligere reelle krigerteknikker, hvor fjenden ikke forhånd kan udvælges. | Træningsprogrammet er regelorienteret. Der trænes kun de aspekter, der kan medføre succes i form af konkurrence. Der er ingen grund til at praktisere andre teknikker, som krigerne ellers tidligere kendte til. |
| Hverken modstander eller slagmarken er kendt. Det er ikke muligt at udvikle en enkelt strategi eller teknik til en bestemt fjende. | Konkurrenten og sted for konkurrence er kendt. Det er således muligt at udvikle individuelle strategier for hver konkurrent samt teknikker, der er tilladt inden for de givne regler.                            |

## Selvforsvar
Selvforsvar kan betegnes som kampkunst og rummer derfor ikke sport (konkurrencer). Selvforsvar danner sit eget system gennem moderne modificeringer og moderne opfindelser. Der eksisterer mange forskellige former for selvforsvar, hvor der henvises til artiklen selvforsvar vedrørende nærmere beskrivelse.

## Bujutsu og Budo
Bujutsu (武術)og budo (武道) er centrale begreber, der ligger til grund for evolutionen af henholdsvis kampkunst og kampsport. Bujutsu og budo er begreber, der er blevet anvendt i en engelsk kontest, hvor begreberne er blevet oversat til henholdsvis "martial arts" og "martial ways". Den danske terminologi har derefter oversat "martial arts" og "martial ways" med henholdsvis "kampkunst" og "kampsport". Bujusu og budo stammer fra de japanske kampsystemer og angiver forskel og kompleksitet mellem systemerne.

## Oprindelse
Kampdiscipliner, uanset kampkunst eller kampsport, er skabt på baggrund af kulturelle, historiske og geografiske forskelle.
Lande for oprindelse af de respektive kampdiscipliner er kategoriseret i nedenstående oversigt.